# Lernförderlichkeit
Der Begriff Lernförderlichkeit stammt aus der Benutzerfreundlichkeit und Ergonomie. Lernförderlichkeit spielt in der Softwareergonomie eine wichtige Rolle und dient dort als Kriterium.
Ein Dialog ist lernförderlich, wenn er den Benutzer beim Erlernen der Nutzung des interaktiven Systems unterstützt und anleitet.
Die allgemeine geistige Flexibilität des Arbeitenden soll erhalten bleiben bzw. gefördert werden. Dazu müssen ihm Möglichkeiten geboten werden, seine berufliche Qualifikation zu erhalten bzw. weiterzuentwickeln.
Dies setzt einerseits Arbeitsaufgaben und Arbeitsmittel voraus, die ausreichend komplex und gestaltbar sind, so dass sie es dem Arbeitenden erlauben, seine Fähigkeiten, Fertigkeiten und Kenntnisse weiterzuentwickeln. Andererseits müssen dem Arbeitenden die notwendigen qualifikatorischen Voraussetzungen vermittelt werden, die ihm eine Beherrschung der Arbeitsaufgabe und der Arbeitsmittel ermöglichen.

## Abhängigkeiten mit anderen Kriterien
Das Kriterium Lern- und Entwicklungsmöglichkeiten steht in einem mehr oder weniger engen Abhängigkeitsverhältnis zu den Kriterien Anforderungsvielfalt, Ganzheitlichkeit, Durchschaubarkeit, Rückmeldungen, Autonomie, da diese einen Einfluss auf die Lern- und Entwicklungsmöglichkeiten des Arbeitenden haben.
So wird eine Aufgabe, die ganzheitlich ist und Anforderungsvielfalt besitzt, auch entsprechend unterschiedliche Fähigkeiten, Fertigkeiten und Kenntnisse erfordern und somit gute Lern- und Entwicklungsmöglichkeiten bieten. Die Durchschaubarkeit einer Aufgabenstellung ist eine wesentliche Voraussetzung für deren Erlernbarkeit, Rückmeldungen über den Arbeitsfortgang und das Resultat der Qualifikation als auch für die beruflichen Entwicklungsmöglichkeiten (z. B. höheres Einkommen, Beförderung). Selbständigkeit bei der Aufgabenerfüllung ist Voraussetzung dafür, dass der Arbeitende selbst gestalterisch tätig werden und so seine Fähigkeiten, Fertigkeiten und Kenntnisse weiterentwickeln kann. Kooperations- und Kommunikationsförderlichkeit eröffnet Möglichkeiten für soziale Unterstützung und soziales Lernen, beides Aspekte, die wesentlich zu den Entwicklungsmöglichkeiten eines Arbeitenden beitragen.

## Eigenschaften
Neben all den mit den obigen Kriterien verbundenen Eigenschaften, die einen Beitrag zu den Lern- und Entwicklungsmöglichkeiten eines Arbeitenden liefern, soll hier auf zwei Eigenschaften gesondert hingewiesen werden:

### Lernmöglichkeiten (Qualifikationserhalt und Erweiterung)
Dem Arbeitenden sollen laufend Möglichkeiten zur Weiterentwicklung seiner beruflichen Qualifikationen geboten werden, wobei die angebotenen Qualifikationsinhalte ein breites Spektrum umfassen.

### Berufliche Entwicklungsmöglichkeiten
Die Weiterentwicklung der Lernmöglichkeiten sollte an berufliche Entwicklungsmöglichkeiten gekoppelt sein, um den Arbeitenden entsprechende Motivation und Anreize zu bieten.
Die beiden folgenden Kriterien zur Bewertung der Organisation und der Aufgaben Kooperations- und Kommunikationsförderlichkeit sowie Datenschutz/Datensicherheit sind zusätzlich auch für die Bewertung der Software relevant.